# وردنجان
وردنجان هي مدينة في مقاطعة بن، إيران. عدد سكان هذه المدينة هو 4,456 في سنة 2016.